# معاهدة سان ستيفانو
معاهدة سان استيفانو (29 صفر 1295هـ المُوافق للثالثِ من مارسَ/آذارَ 1878) (الروسية: Сан-Стефанский мир)، أو «سلام سان ستيفانو» (الروسية: Сан-Стефанский мирный договор)، (بالتركية: Ayastefanos Muahedesi) أو (بالتركية: Ayastefanos Antlaşması). هي معاهدةٌ بينَ روسيا والإمبراطوريّةِ العثمانيّةِ في ختام الحربِ الروسيّةِ العثمانيّةِ (77-1878). وقّعتْ في «سان استيفانو» (بالتركية: Yeşilköy) (قريةٌ على ساحلِ بحرِ مرمرةَ تبعدُ أحد عشرَ كيلومتراً غربَ المدينةِ التاريخيّةِ القديمةِ لإسطنبولَ، حاليّاً جزءٌ من إسطنبول) من قبل الكونت «نيكولاس بافلوفيتش إچناتيف» و«ألكسندر نليدوف» نيابةً عن الإمبراطوريّةِ الروسيّةِ، ووزير الخارجيّةِ العثمانيّةِ «صفوت باشا» والسفيرِ العثمانيِّ في برلينَ سعد الله بك نيابةً عن الإمبراطوريّةِ العثمانيّة.
 أنهتِ المعاهدةُ الحربَ الروسيّةَ التركيّةَ (1877-1878).
جاءتِ المعاهدةُ متزامنةً مع مناسبةِ تنصيبِ الإسكندر الثاني إمبراطور روسيا في 2 مارس لعام 1855 على العرش. نصتِ المعاهدةُ على إنشاء إمارةٍ ذاتيَةِ الحكمِ لبلغاريا بعد ما يقرب من 500 عام من الحكم العثماني. يحتفلُ البلغارُ باليومِ الذي جرى فيهِ التوقيعُ على المعاهدةِ 3 مارس 1878 كيوم التحرير. ومع ذلك فإن بلغاريا الموسّعةَ التي تصورتها المعاهدةُ أزعجتِ الدولَ المجاورةَ، وكذلك فرنسا وبريطانيا العظمى. وبالنتيجةِ لم توضعِ المعاهدةُ موضعَ التنفيذِ مطلقاً إذ حلَّتْ محلها «معاهدة برلين» التي أعقبت مؤتمرَ برلينَ الذي عقدَ بعد ثلاثةِ أشهر.

وفقاً للموقفِ الروسيِّ الرسميِّ لم تقصدْ روسيا من خلالِ التوقيعِ على المعاهدةِ أكثرَ من مسوّدَةٍ أوليّةٍ مؤقّتة، وذلك لتمكينِ تسويةٍ نهائيّةٍ مع القوى العظمى الأخرى.
تعدُّ معاهدةُ «سان استيفانو» منَ المعاهداتِ المهمّةِ في تاريخِ الدولةِ العثمانيّةِ فقدْ فرضتْ على العثمانيّين المهزومين أمام روسيا إدخالَ إصلاحاتٍ جوهريّةٍ على أوضاعِ المسيحيّينَ في الدولةِ العثمانيّةِ لا سيما في أوروپا؛ وهوَ ما عنى حقوقاً وامتيازاتٍ للأقليّةِ لاتتمتعُ بها الأغلبيّةُ المسلمة، وكان ذلك إشارةً إلى رغبةِ الدولِ الأورپيّةِ في تفجيرِ الدولةِ العثمانيّةِ من الداخلِ بعدَ إضعافِها للغايةِ في المحيطِ الدوليِّ، بحيثُ تمثّلُ «رجل أوروبا المريض» الذي ينتظرُ الجميعُ موتَه لتقسيمِ تركتِهِ الكبيرة.

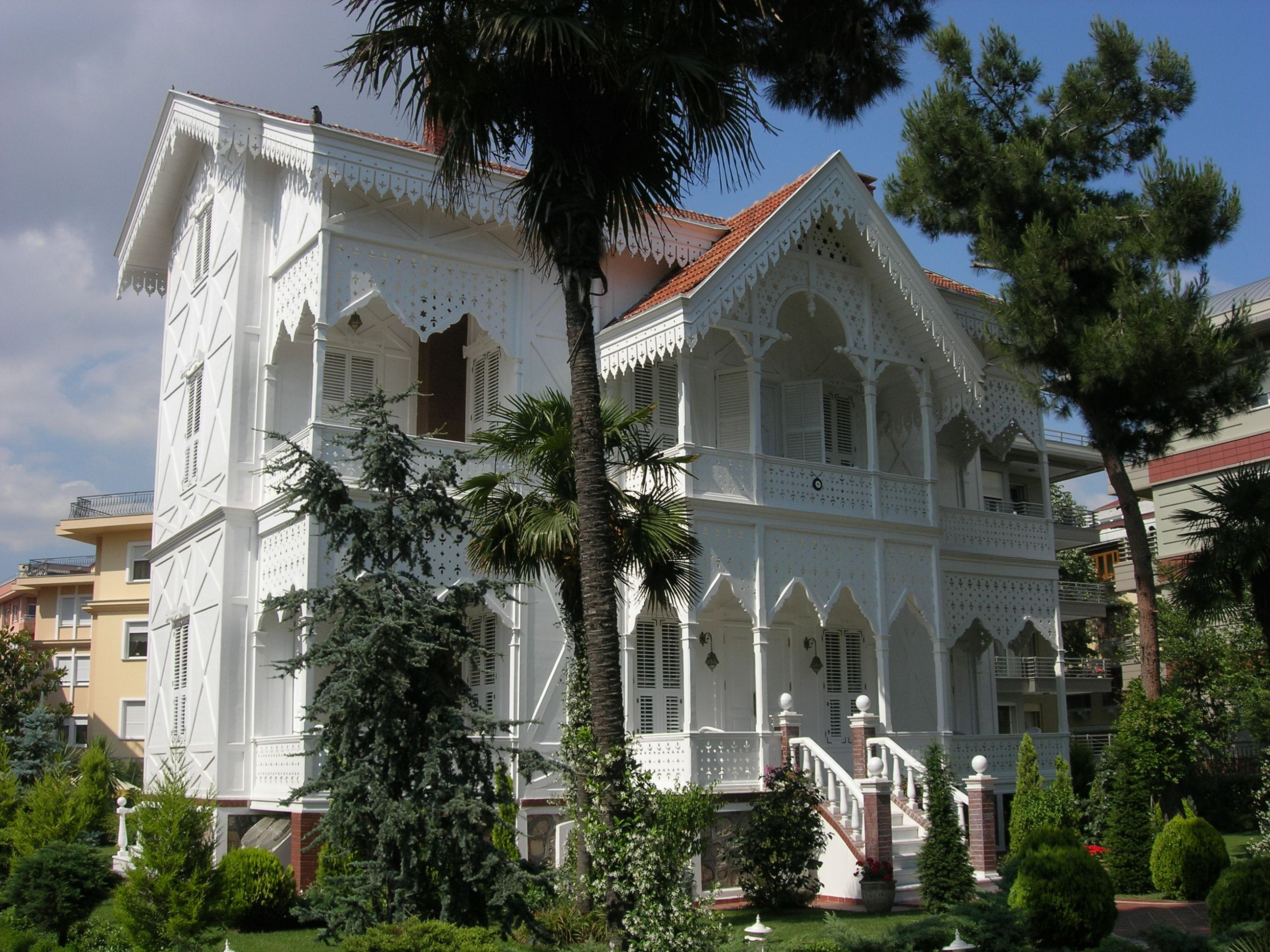
منزل عائلةِ "سيمِن أوغلو" في قريةِ "يشيل كوي" حيث وقعتْ معاهدةُ "سان استيفانو".

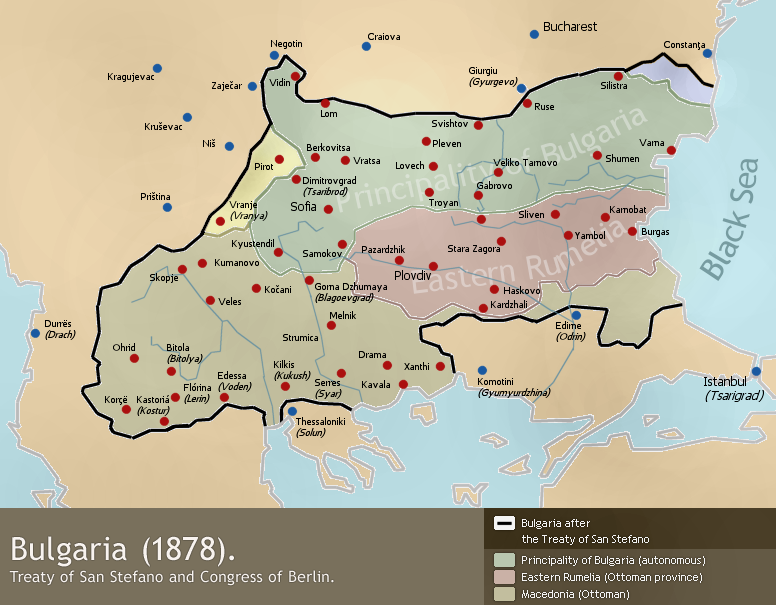
حدودُ إمارةِ بلغاريا المستحدثةِ في معاهدةِ سان استيفانو.

## البلقان.. برميل البارود

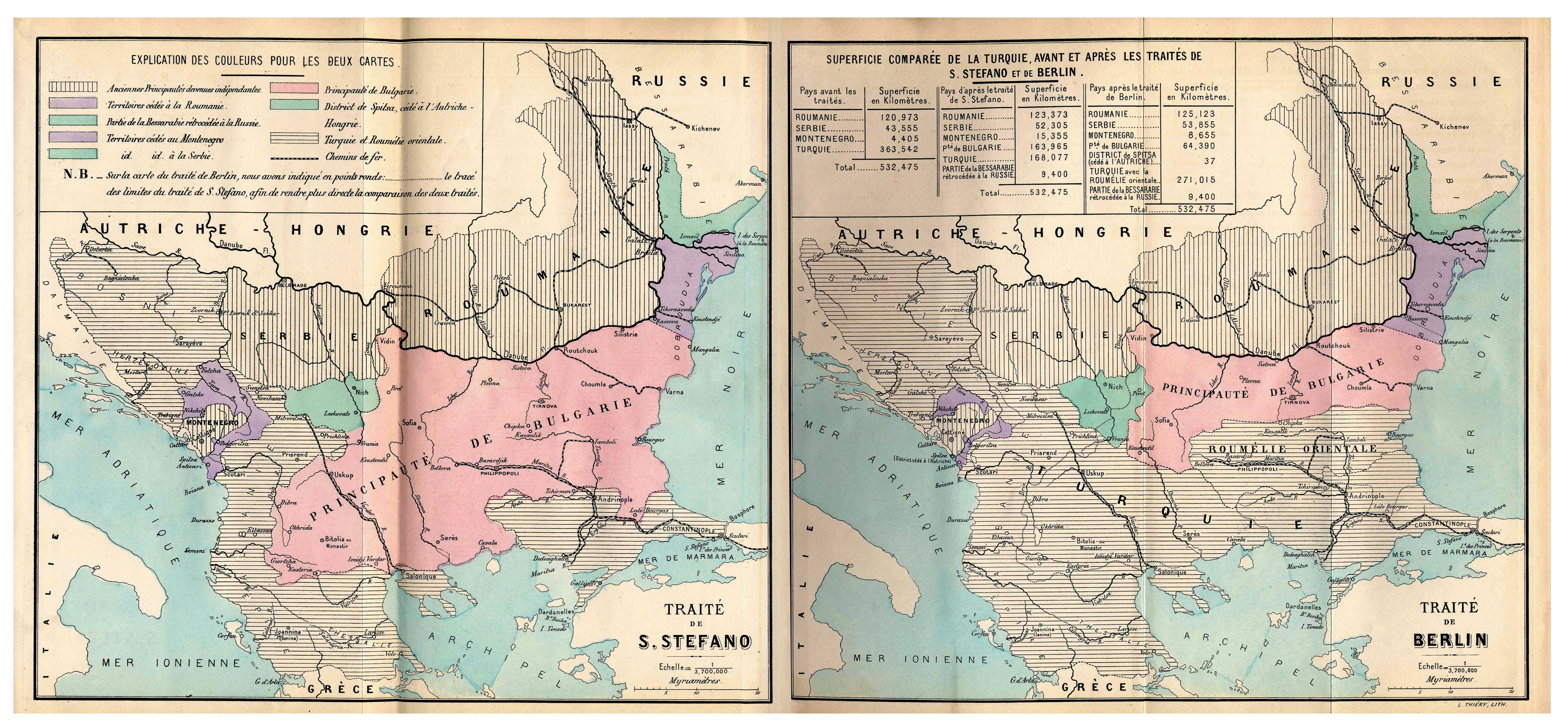
مقارنة بين نتائج معاهدتيْ "سان استيفانو" و"برلينّ" (1878) على البلقانِ، والحدودِ السياسيّةِ.

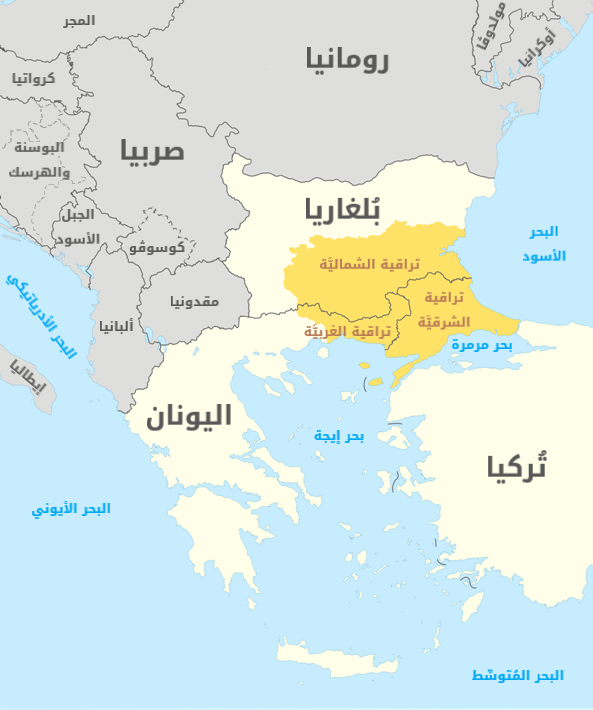
إقليمُ تراقْيا (بالأصفر) ضمنَ الحدودِ السياسيّةِ الحاليّةِ لكلٍّ منْ تركيَّا وبلغاريَا واليونانِ، كما تظهرُ الحدودِ السياسيّةُ الحاليّةُ لدولِ البلقان.

منطقةُ البلقانِ شرقَ أوروبا برميلُ البارودِ القابلُ للانفجار دوماً، وفي تلكَ الآونةِ شهدتِ المنطقة ثوراتٍ ضدَّ الدولةِ العثمانيّةِ فقد قامَ السكانُ الصربُ والجبلُ الأسودُ بثورةٍ على الحكمِ العثمانيِّ في عامِ
(1293هـ/1876م) إلا أنَّ السلطاتِ العثمانيّةِ استطاعت إخمادَها. أدركَ السلطانُ «عبدُ الحميدِ» (حكم 1876-1909) نيّة الدولِ الأورپيّةِ في التدخلِ في الشؤونِ الداخليّةِ للدولةِ، فأرادَ قطعَ الطريقِ عليهم، وأدخلَ عدة إصلاحاتٍ داخليّةٍ؛ فأصدر قراراً بفصل القضاءِ عن السلطةِ التنفيذيّةِ، وتعيينِ القضاةِ بالانتخابِ عن طريقِ الأهالي، والمساواةِ في الضرائبِ بينَ المسلمين والنصارى.
غير أنَّ هذه الإصلاحاتِ لم ترُقْ للصربِ وغيرهم؛ فعادوا إلى الثورةِ مجدّداً بدعمٍ ومساعداتٍ خارجيّةٍ من بعض الدول الأوربيّةِ مثل النمسا التي كانت ترغب في ضمِّ «البوسنة والهرسك» إليها، كما قامت ست دول أوربية كبرى بسحبِ سفرائِها من إستانبول ووقعتْ «بروتوكول لندن» في (17 ربيع الأول 1294 هـ=31 مارس 1877م) الذي يعرض تأمين حدودِ الدولةِ العثمانيّةِ مقابلَ قيامِها بإجراءِ بعض الإصلاحاتِ في الممتلكات العثمانية في البلقان لصالح الرعايا المسيحيين.
لكن الدولة العثمانية رفضت مطالب هذا البرتوكول، وقامت بعقد صلح منفرد مع الصربِ سحبتْ إثرَهُ جيوشها من صربيا، ولكنْ اشترطتْ فقط أن يرفع العلمُ العثمانيُّ بجوار العلمِ الصربيِّ كدليلٍ على استمرار السيادةِ العثمانيّةِ.
وكان القيصر الروسي «ألكسندر الثاني» قد أبلغ العثمانيين أنه لا يريد الحرب؛ وأن ما يطلبه هو إعطاء منطقة معينة إلى البلغار، وبهذا فقط يمكن إرضاء الوطنيين السلاف الموجودين في روسيا والذين يريدون الحرب. يقول المؤرخ التركي «يلماز أوزتونا»: «صار رفض الباب العالي لهذا الاقتراح الأخير فاجعة في التاريخ العثماني»، فنشبت الحرب الروسية- العثمانية، المعروفة بـ«حرب 93» التي بدأت في (11 ربيع الآخر 1294 هـ= 24 أبريل 1877)، وكانت أكبر حرب عالمية جرت في تلك الفترة.
وقد حاربت الدولة العثمانية في هذه الحرب كلا من روسيا، ورومانيا التي أمدت الروس بمائة ألف مقاتل؛ رغم العداء المعروف بين الجانبين، وحقق الروس انتصارات في البلقان رغم الدفاع البطولي الذي أبداه العثمانيون، وفتحت هذه الانتصارات شهية الروس لمحاولة القضاء على الدولة العثمانية؛ فتحركت القوات الروسية صوب العاصمة «إستانبول»، ووقفت على بعد خمسين كيلومتراً منها، ووقعت معارك بين الروس والعثمانيين في آسيا، واستطاع الروس الوصول إلى الأناضول.
وأمام تلك الهزائم الكبيرة والمتلاحقة اضطر العثمانيون لتوقيع معاهدة «سان استيفانو» التي وقعها عن الجانب العثماني «صفوت باشا» وهو يبكي، واحتوت شروطا مجحفة بالدولة العلية العثمانية.

## بنود.. وتعديل.. ومحو

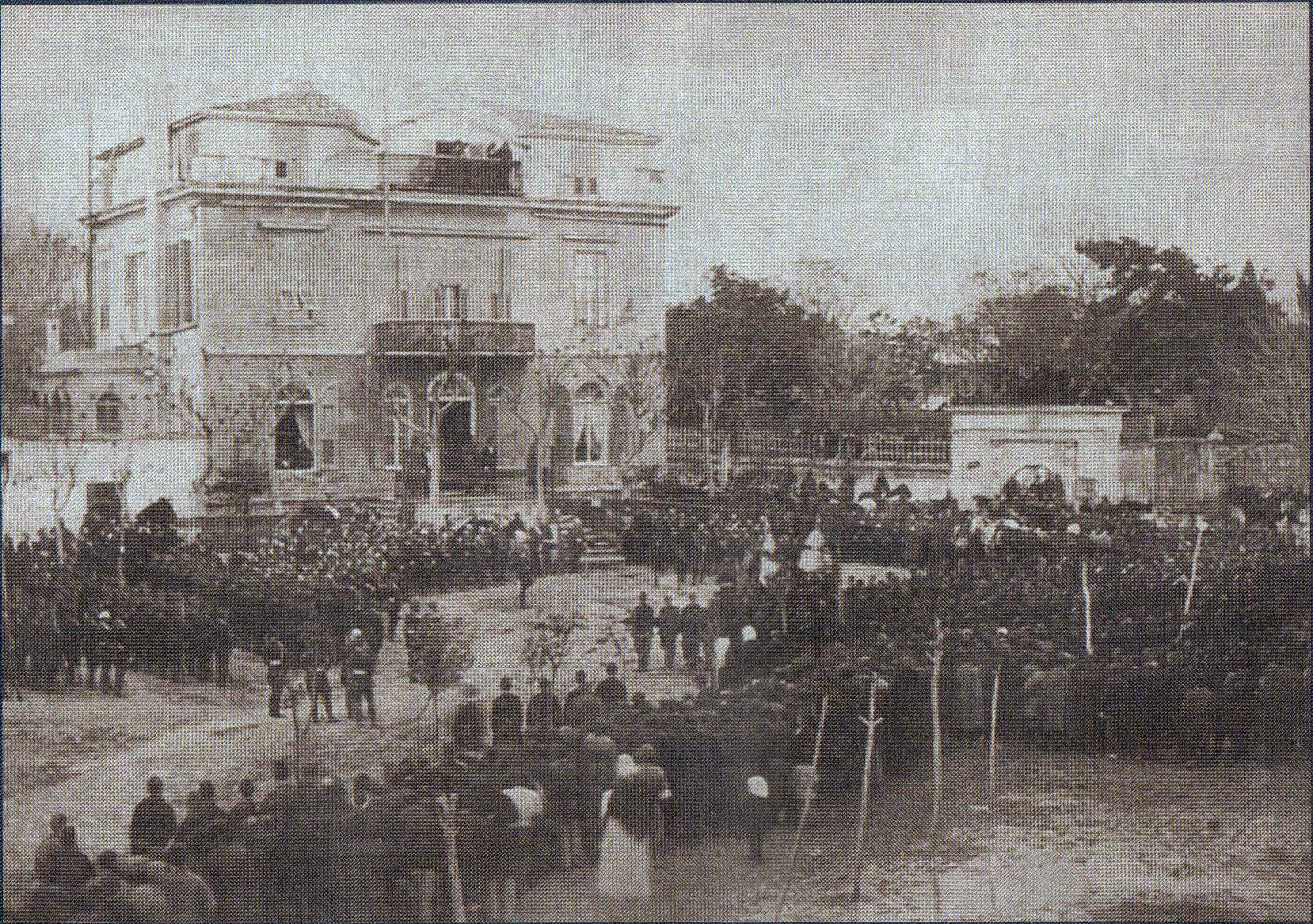
توقيع معاهدة سان استيفانو 1878.

استمرت «حرب 93» حوالي تسعة أشهر خسرت فيها الدولة العثمانية غالبية أراضيها في أوروبا، ولم يتبق لها إلا القليل من الممتلكات، وأمام هذه المأساة اضطر السلطان «عبد الحميد» أن يطلب من ملكة بريطانيا «فيكتوريا» التوسط لعقد هدنة، إلا أن الروس رفضوا في البداية وصمموا على استمرار القتال، فقرر العثمانيون الدفاع المستميت عن إستانبول، ومن ناحية ثانية تكتلت الدول الأوربية ضد روسيا التي بدت أطماعها في الوصول إلى المياه الدافئة تتحقق في هذه الحرب. وألقى الأسطول الإنجليزي بمراسيه في مياه إستانبول، وكانت هذه الرسالة التحذيرية من بريطانيا عاملاً مهماً في دفع الروس للتفكير في الهدنة ووقف الحرب.
أرادت روسيا المنتصرة أن تملي شروطها على الدولة العثمانية المغلوبة في معاهدة «سان استيفانو» (وهي ضاحية من ضواحي إستانبول على الضفة الأوربية من بحر مرمرة)، وتكونت هذه المعاهدة التي لم يُعمل بأي نص من نصوصها، من 29 مادة، حيث إن هذه المعاهدة المجحفة تم تعديلها بعد 4 أشهر و11 يوماً بمعاهدة أخرى هي معاهدة برلين التي محت كثيرا مما جاء في «سان استيفانو».
ومما نصت عليه «سان استيفانو»:
- تعيين حدود للجبل الأسود لإنهاء الصراع، مع حصولها على الاستقلال.
- حصول إمارة الصرب على استقلالها، مع إضافة بعض الأراضي الجديدة إليها.
- حصول بلغاريا على استقلال ذاتي إداري، مع دفع بلغاريا مبلغا من المال سنويا للدولة العثمانية، ويكون موظفو الدولة في بلغاريا والجند من النصارى فقط، ويخلي العثمانيون جنودهم منها نهائيا.
- حصول رومانيا على استقلالها التام.
- يتعهد الباب العالي بحماية الأرمن والنصارى من الأكراد والشركس.
- يقوم الباب العالي بإصلاح أوضاع النصارى في جزيرة كريت.
- تدفع الدولة العثمانية غرامة حربية قدرها 250 مليون ليرة ذهبية لروسيا، ويمكن لروسيا أن تتسلم أراضي بدلاً من هذه الغرامة.
- تبقى مضايق البوسفور والدردنيل مفتوحة لروسيا وقت السلم والحرب.
- يمكن لمسلمي بلغاريا أن يهاجروا حيث يريدون في الدولة العثمانية.

وقد حال السلطان «عبد الحميد» دون إعطاء روسيا 6 بوارج بحرية من أحدث سفن الأسطول العثماني كجزء من الغرامات لروسيا.

## أثر.. وردود فعل
أدت هذه المعاهدة إلى محو الوجود التركي في أوروبا باستثناء بعض المناطق القليلة غير المتصلة، والضعيفة من الناحية الإستراتيجية، كما أن نمو بلغاريا وتوسيع مساحتها يعني التأثير على مدينة «الآستانة» من الناحية الإستراتيجية حيث تحيط بلغاريا بكثير من جوانبها، إضافة إلى أن اشتراط المعاهدة بقاء قوات روسية في بلغاريا لمدة سنتين يعني أن عوامل الخطر تحيط بالدولة العثمانية، كما أن عملية البتر التي تمت لبعض المناطق من جسد الدولة العثمانية في أوروبا كان يعني أن تنسلخ هذه المناطق بما فيها من مسلمين لتنضم إلى كيانات معادية لهؤلاء المسلمين.

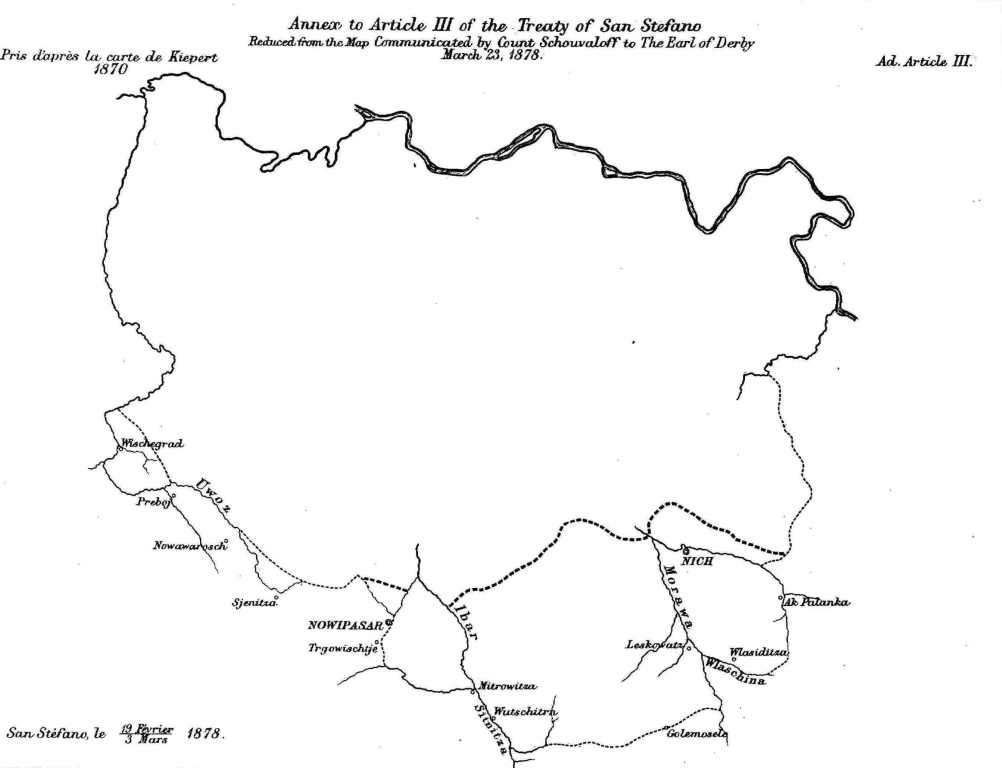
ملحق لمعاهدة سان ستيفانو, يوضح التغيير في حدود صربيا
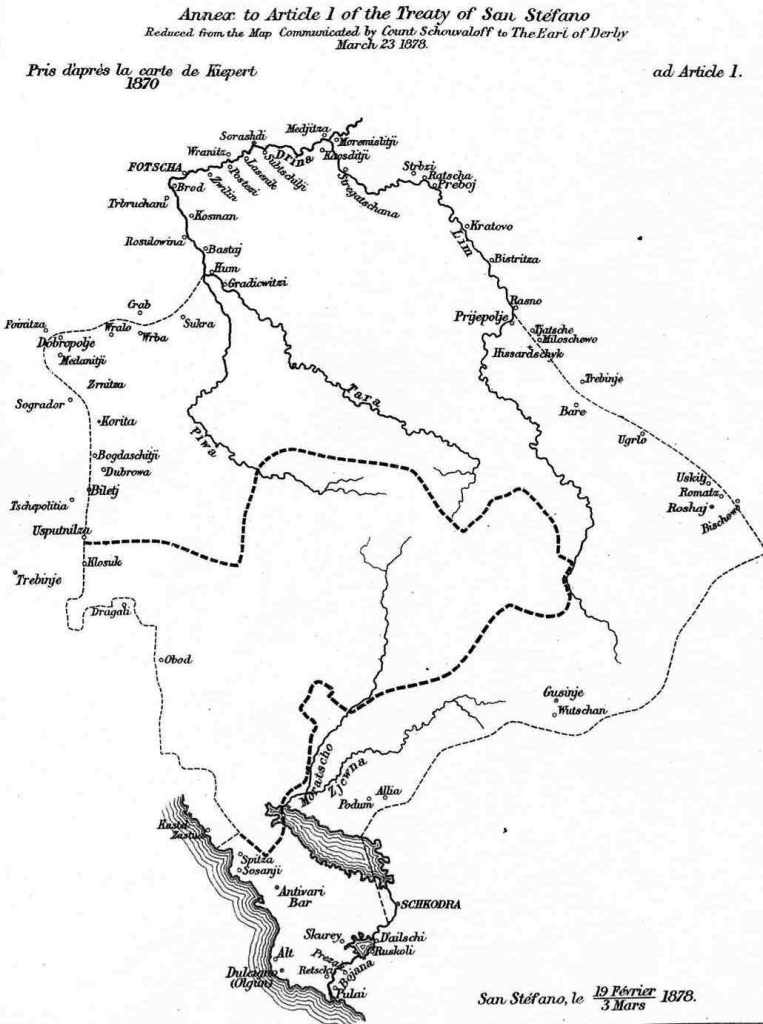
ملحق لمعاهدة سان ستيفانو, يوضح التغيير في حدود مونتنيجرو
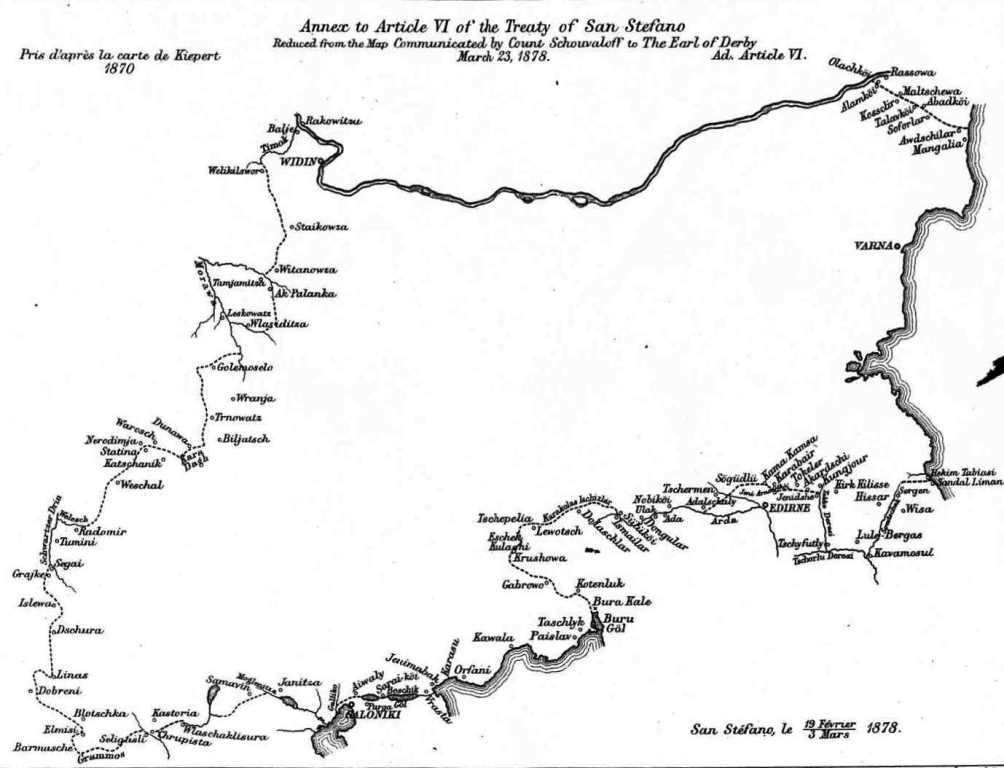
ملحق لمعاهدة سان ستيفانو, يوضح حدود إمارة بلغاريا المستحدثة.
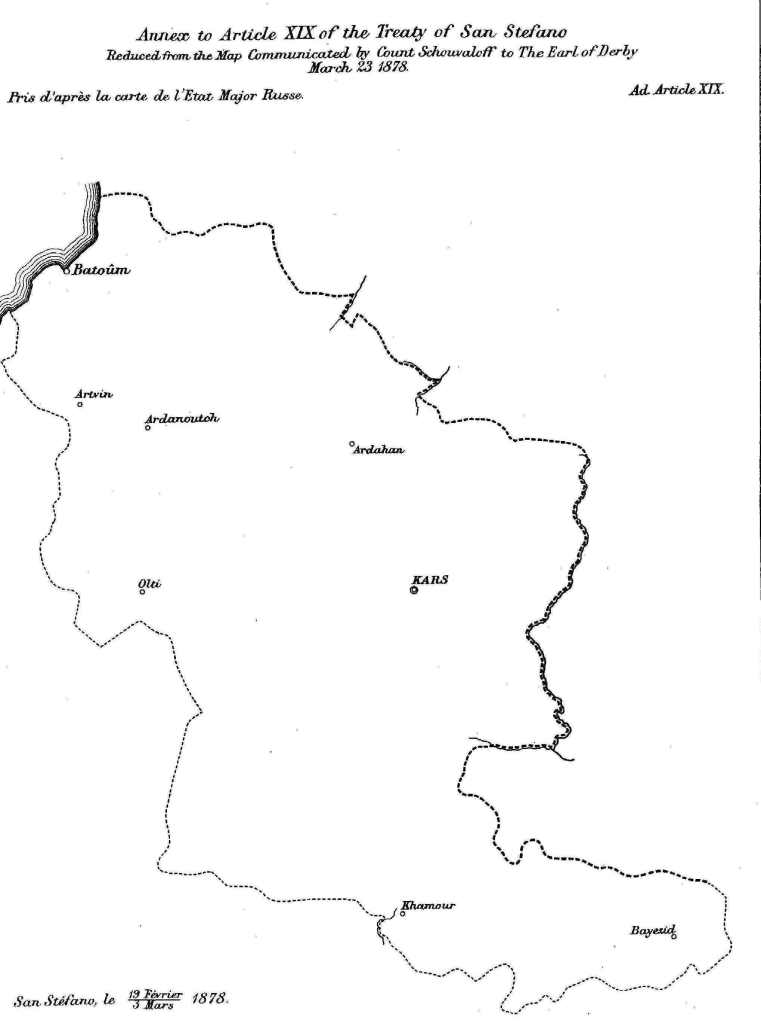
ملحق لمعاهدة سان ستيفانو, يوضح التغيير في الحدود بين الإمبراطورية الروسية والدولة العثمانية في القوقاز

اختلفت ردود أفعال الدول الكبرى على معاهدة «سان استيفانو» التي ُتؤمن لروسيا تفوقا في البلقان على حساب الدولة العثمانية وإمبراطورية النمسا، وتمكن روسيا من الوصول إلى المياه الدافئة والبحار المفتوحة، فكانت إنجلترا من أكثر الدول تخوفا من هذا التمدد الروسي خوفا من السيطرة الروسية على «مضيق البوسفور» ومن وصول النفوذ الروسي إلى الهند، ولهذا كانت لندن من أشد الدول المعارضة لهذه الاتفاقية، ومن الدول الساعية إلى تعديلها رغما عن روسيا، حتى تظهر أمام الهنود بمظهر القوة والبأس ونفوذ الكلمة في أوروبا، وتتودد أيضا إلى مسلمي الهند، حيث كانت سلطتها في الهند مبنية في الأساس «على الوهم أكثر من قوة السلاح» كما يقول «محمد فريد» في كتابه «الدولة العثمانية».
كذلك عارضت النمسا هذه الاتفاقية، حيث كانت تطمع في «البوسنة والهرسك». أما فرنسا فكانت على الحياد بعد هزيمتها في الحرب البروسية ورغبتها في تعويض ما فقدته من خسائر في هذه الحرب. وكانت إيطاليا حديثة عهد بالاستقلال، ولم تكن راغبة في التورط في صراعات القارة الأوربية. وأما ألمانيا فكانت أقرب إلى روسيا منها إلى الدولة العثمانية في تلك الفترة.

## معاهدة برلين 1878 - محاولة هدم معاهدة سان ستيفانو
وأدرك السلطان «عبد الحميد» بدهائه السياسي حجم وطبيعة التناقض في المصالح بين الدول الغربية، وسعى من خلال هذا التناقض إلى العمل على هدم معاهدة «سان استيفانو»؛ اعتمادا على اللجوء إلى أقل الضررين، وبنى موقفه السياسي وتحركه على أن بريطانيا هي أقرب الدول إليه في هذه المرحلة؛ ولذا سعى لتنسيق أموره معها؛ ومن ثم أعطى بريطانيا لواء قبرص، مقابل دعمها له، وكانت قبرص مهمة لبريطانيا في تدعيم وجودها في غرب ووسط البحر المتوسط.
وانعقد مؤتمر في برلين برئاسة المستشار الألماني «بسمارك» في (13 رجب 1295 هـ=13 يوليو 1878م) حضرته الدول الأوربية الكبرى، ولم يعط المؤتمر روسيا إلا النزر اليسير مما نصت عليه معاهدة «سان استيفانو»، ويعتبر مؤتمر برلين من آخر الاتفاقيات التي عدلت الحدود الجغرافية السياسية لأوروبا في القرن التاسع عشر، وأطال عمر الدولة العثمانية 35 عاما بدلاً من «سان استيفانو» التي كانت تسعى لوضع نهاية سريعة للخلافة العثمانية.
واستمر مؤتمر برلين 31 يوما عقدت خلاله 20 جلسة، واحتوى على 64 مادة، أجبرت الدولة العثمانية على إجراء إصلاحات في الأناضول الشرقية لصالح الأرمن، وفي عدد من المناطق في البلقان، غير أن السلطان «عبد الحميد» كان يجيد اللعب على التناقضات والمصالح المتضادة بين الدول الكبرى وفي منطقة البلقان.
كانت معاهدة برلين هي المرحلة الثانية بعد «معاهدة كارلوفجة» 1699، في تصفية الدولة العثمانية في أوروبا، والتي ختمت بمعاهدة بوخارست 1913، التي اعترفت بالاستقلال التام لثلاث إمارات تابعة لها هي رومانيا وصربيا وقرة داغ.

## اقرأ أيضا
- الشرق الأوسط الكبير.. رؤى ووثائق
- إعلان الدستور في الدولة العثمانية
- تنظيمات العثمانية: إحياء الخلافة أم تغريبها؟!
- معاهدة سيفر مسمار أخير في نعش الدولة العثمانية
- معاهدة بساروفيتش.. وإنقاذ ما يمكن
- معاهدة كيتشك كاينجاري وتدهور الدولة العثمانية
- معاهدة كارلوفجي

## أهم مراجع الموضوع
يلماز أزوتونا- تاريخ الدولة العثمانية- منشورات مؤسسة فيصل للتمويل- تركيا- 1990.
محمد فريد- تاريخ الدولة العلية العثمانية- تحقيق إحسان حقي- دار النفائس- بيروت- الطبعة التاسعة- 2003م.
علي محمد الصلابي- الدولة العثمانية- دار التوزيع والنشر الإسلامية- القاهرة- الطبعة الأولى - 2001م.